# For the Love of God
For the Love of God (Um Himmels willen) ist eine Skulptur des Künstlers Damien Hirst aus dem Jahr 2007. Sie besteht aus dem Platinabguss eines menschlichen Schädels, der mit 8.601 lupenreinen Diamanten, darunter ein birnenförmiger rosa Diamant auf der Stirn, besetzt ist. Mit Herstellungskosten von £ 14 Millionen wurde die Arbeit in der Londoner Galerie White Cube im Rahmen der Ausstellung Beyond belief zum ursprünglichen Preis von £50 Millionen gezeigt. Das wäre der höchste Preis, der je für eine Einzelarbeit eines lebenden Künstlers gezahlt worden wäre. 2022 wurde bekannt, dass das Kunstwerk immer noch im Besitz von Hirst, seiner Galerie White Cube und ungenannter Investoren ist.

## Entstehung
Der menschliche Schädel, auf dem diese Arbeit basiert, gekauft in einem Laden in Islington, gehörte vermutlich einem Europäer, der zwischen 1720 und 1810 lebte. Der Titel des Kunstwerks wurde angeblich von Hirsts Mutter inspiriert, die ihn gefragt haben soll: „Um Himmels willen, was wirst du als nächstes machen?“

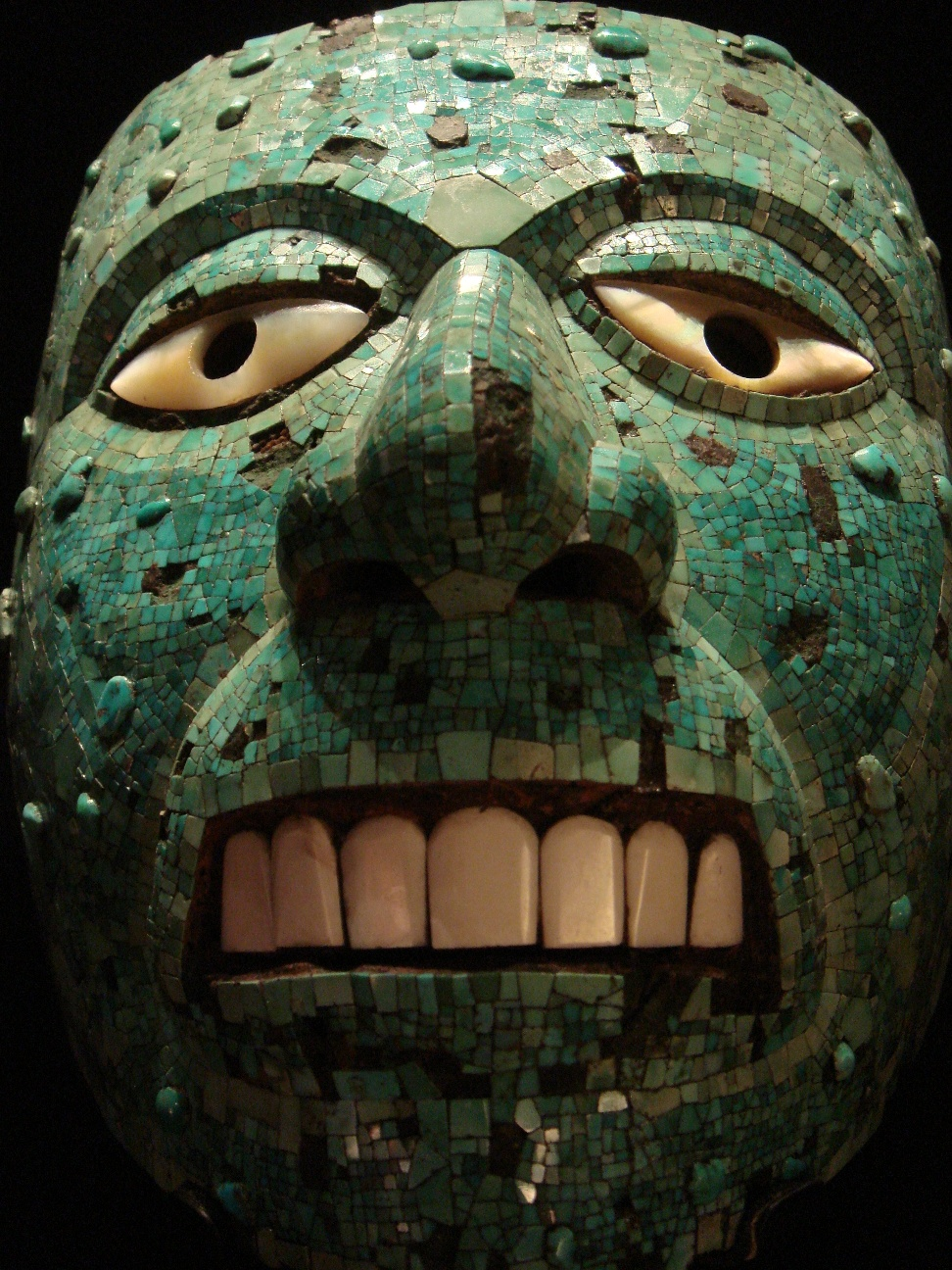
Eine Aztekenmaske im British Museum

Hirst gab an, die Idee zu dieser Arbeit stamme von einem Azteken-Schädel aus Türkis im Britischen Museum.
Der Künstler John LeKay, der in den frühen 1990er Jahren zu Hirsts Freunden zählte, hatte 1993 einen Schädel mit Kristallen besetzt. LeKay sagte: „Als ich hörte, dass er das machte, fühlte sich das an wie ein Schlag in die Magengrube. Als ich das Bild online sah, spürte ich ein Stück von mir in der Arbeit. Ich war ein bisschen schockiert.“

## Künstlerische Reaktionen
Im Dezember 2008 drohte Hirst, den Künstler Cartrain wegen Urheberrechtsverletzung zu verklagen. Cartrain hatte Fotos von For the Love of God in Collagen verwendet und diese online verkauft.
Der polnische Künstler Peter Fuss schuf 2007 For the Laugh of God, eine ähnliche Arbeit aus Glas und Plastik, darunter 9.870 Diamant-Imitate.